# Apeadeiro de Sampaio - Oleiros

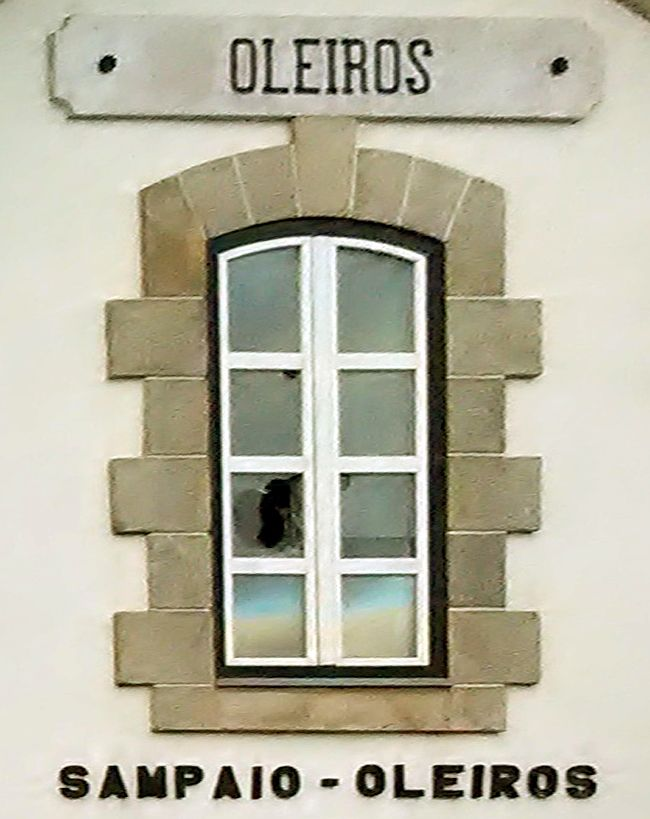
Detalhe de fachada, exibindo a denominação dual.

O apeadeiro de Sampaio-Oleiros, originalmente e por vezes ainda designado apenas de Oleiros, é uma gare da Linha do Vouga, que serve a vila de São Paio de Oleiros, no Distrito de Aveiro, em Portugal.

## Descrição

### Localização e acessos
Circulam próximo deste interface, sem o servir diretamente, carreiras da União de Transportes dos Carvalhos — as paragens mais próximas distam ambas mais de 300 m: “São Paio de Oleiros - BPI” e “São Paio de Oleiros - Vodafone”.

### Infraestrutura
Como apeadeiro em linha em via única, esta interface tem uma só plataforma, que tem 48 m de comprimento e 30 cm de altura. O edifício de passageiros situa-se do lado noroeste da via (lado esquerdo do sentido ascendente, para Viseu). A superfície dos carris ao PK 6+500 situa-se à altitude de 9345 cm acima do nível médio das águas do mar.

### Serviços
Em dados de 2022, esta interface é servida por comboios de passageiros da C.P. de tipo regional, com oito circulações diárias em cada sentido, entre Espinho-Vouga e Oliveira de Azeméis.

## História
Este apeadeiro situa-se no troço entre as estações de Espinho e Oliveira de Azeméis, que foi inaugurado em 21 de Dezembro de 1908.

Tinha originalmente categoria de estação, tendo sido mais tarde (entre 1988 e 2005) despromovido à categoria de apeadeiro.